# 28. junij
28. junij je 179. dan leta (180. v prestopnih letih) v gregorijanskem koledarju. Ostaja še 186 dni.

## Dogodki
- 1243 – Inocenc IV. postane papež
- 1389 – v kosovski bitki turška vojska porazi srbsko
- 1519 – Karel V. Habsburški postane cesar Svetega rimskega cesarstva
- 1635 – Guadeloupe postane francoska kolonija
- 1651 – začetek bitke pri Beresteczku med Poljsko in Ukrajino
- 1894 – praznik dela postane državni praznik v ZDA
- 1914 – Gavrilo Princip izvede atentat na prestolonaslednika Franca Ferdinanda - povod za 1. svetovno vojno
- 1919 – podpisana versajska pogodba med anatanto in Nemčijo
- 1921 – sprejeta je prva ustava Kraljevine Srbov, Hrvatov in Slovencev (vidovdanska ustava)
- 1936 – v severni Kitajski oblikovana marionetna država Megdžiang pod japonskim nadzorom
- 1940 – Združeno kraljestvo prizna Charlesa de Gaulla kot voditelja Francoskih svobodnih sil
- 1942 – nemška ofenziva na ruski fronti
- 1945 – na Poljskem je ustanovljena vlada nacionalne enotnosti
- 1948 – sprejeta resolucija Informbiroja »o razmerah v KPJ«
- 1950 – severnokorejske čete zasedejo Seul
- 1960 – nacionalizacija ameriških rafinerij na Kubi
- 1967 – Izrael si priključi Vzhodni Jeruzalem
- 1969 – newyorški homoseksualci začno stonewallski upor
- 1991 – v Ljubljani se konča prvo zasedanje Svetovnega slovenskega kongresa
- 2004 – Slovenija, Litva in Estonija vstopijo v ERM-2

## Rojstva
- 751 – Karlman I., kralj Frankov († 771)
- 1170 – Valdemar II., danski kralj († 1241)
- 1243 – Go-Fukakusa, 89. japonski cesar († 1304)
- 1391 – Kučuk Mohamed, zadnji kan Zlate horde († 1459)
- 1476 – Pavel IV., papež italijanskega rodu († 1559)
- 1491 – Henrik VIII., angleški kralj († 1547)
- 1577 – Peter Paul Rubens, belgijski (flamski) slikar († 1640)
- 1703 – John Wesley, angleški metodistični pridigar († 1791)
- 1712 – Jean-Jacques Rousseau, švicarsko-francoski filozof († 1778)
- 1754 – Claude François de Malet, francoski general († 1812)
- 1797 – Friderik Baraga, slovenski misijonar, škof in kandidat za svetnika († 1868)
- 1831 – Joseph Joachim, avstrijski violinist, skladatelj, dirigent († 1907)
- 1867 – Luigi Pirandello, italijanski pisatelj, dramatik, nobelovec 1934 († 1936)
- 1871 – Sergej Nikolajevič Bulgakov, ruski filozof in teolog († 1944)
- 1873 – Alexis Carrel, francoski kirurg, biolog, nobelovec 1912 († 1944)
- 1875 – Henri Léon Lebesgue, francoski matematik († 1941)
- 1903 – John Dillinger, ameriški bančni ropar († 1934) (možen datum rojstva tudi 22. junij)
- 1904 – Ludvik Mrzel - Frigid, slovenski pisatelj, pesnik, publicist († 1971)
- 1906 – Maria Goeppert - Mayer, nemška fizičarka, nobelovka 1963 († 1972)
- 1912 – Carl Friedrich von Weizsäcker, nemški fizik, filozof († 2007)
- 1913 – Franz Antel, avstrijski filmski režiser († 2007)
- 1926 – Mel Brooks, ameriški filmski režiser
- 1928 – John Stewart Bell, irski fizik († 1990)
- 1943 – Klaus von Klitzing, nemški fizik, nobelovec 1985
- 1952 – Pietro Paolo Mennea, italijanski tekač
- 1962 – David Tasić, slovenski novinar († 2019)

## Smrti
- 572 – Alboin, kralj Langobardov (* 530. leta)
- 683 – Leon II., papež (* 611)
- 771 – Karlman I., kralj Frankov (* 751)
- 1019 – Heimerad, nemški svetnik, potujoči pridigar (* 970)
- 1119 – Roger Salernijski, antiohijski regent
- 1174 – Andrej Bogoljubski, veliki knez Vladimir-Suzdala (* 1111)
- 1189 – Matilda Plantagenet, angleška princesa, saksonska vojvodinja (* 1156)
- 1194 – cesar Xiaozong, dinastija Južni Song (* 1127)
- 1246 – Al-Mansur Ibrahim, emir Homsa iz dinastije Ajubidov
- 1249 – Adolf I., nemški plemič, grof Marke (* 1194)
- 1385 – Andronik IV. Paleolog, bizantinski cesar (* 1348)
- 1586 – Primož Trubar, slovenski protestantski duhovnik, pisec prve slovenske knjige (* 1508)
- 1598 – Abraham Ortelius, belgijski geograf, kartograf nemškega rodu (* 1527)
- 1801 – Martin Johann Schmidt, avstrijski slikar, grafik (* 1717)
- 1813 – Gerhard Johann David von Scharnhorst, pruski general (* 1755)
- 1836 – James Madison, ameriški predsednik (* 1751)
- 1872 – Gaspard-Théodore Mollien, francoski raziskovalec, diplomat (* 1796)
- 1874 – Ilija Savić - Ilija Garašanin, srbski politik (* 1812)
- 1889 – Maria Mitchell, ameriška astronomka (* 1818)
- 1914 – Franc Ferdinand, avstrijski prestolonaslednik (* 1863)
- 1923 – princ Devavongse Varoprakarn, tajski politik (* 1858)
- 1940 – Italo Balbo, italijanski pilot, politik (* 1896)
- 1949 – Matej Sternen, slovenski slikar (* 1870)
- 1979 – Paul Dessau, nemški skladatelj, dirigent (* 1894)
- 1980 – José Iturbi, španski (baskovski) pianist, skladatelj, dirigent (* 1895)
- 1981 – Terry Fox, kanadski atlet, aktivist proti raku (* 1968)
- 1984 – Jigael Jadin, izraelski vojak, arheolog (* 1917)
- 1992 – Mihail Nehemjevič Talj, latvijski šahist (* 1936)
- 2001 – Mortimer Jerome Adler, ameriški filozof (* 1902)